# Xysticus argenteus
Xysticus argenteus är en spindelart som beskrevs av Jean-François Jézéquel 1966. Xysticus argenteus ingår i släktet Xysticus och familjen krabbspindlar.
Artens utbredningsområde är Elfenbenskusten. Inga underarter finns listade i Catalogue of Life.